# Rjú Mijalković
Rjú (Zmaj) Mijalković japonským jménem Rjú Nakano (中野竜) (* 2. ledna 1983 Jokohama) je bývalý japonský zápasník–judista srbského původu, který na mezinárodní scéně reprezentoval od roku 2003 Srsbko a Černou Horu a samostatné Srbsko.

## Sportovní kariéra
Narodil se do multikulturní rodiny. Otec Slobodan patřil k předním jugoslávským judistům šedesátých a sedmdesátých let dvacátého století. Při pravidelných návštěvách Japonska se v rámci tréninkových kempů v Japonsku usadil a přijal jméno Júdži Nakano (中野由自). S judem začínal v rodné Jokohamě v 7 letech v kroužku na základní škole. Vrcholově se judu věnoval na univerzitě Tokai v Tokiu. V japonské reprezentaci se však neprosazoval a v roce 2002 se domluvil s představiteli srbského juda (strýc Milan Mijalković) a od roku 2003 reprezentoval nově vzniklý státní útvar Srbsko a Černá Hora a od roku 2006 samostatné Srbsko. V Srbsku byl asociován s vrcholovým tréninkovým centrem Partizan Bělehrad. Na mezinárodní scéně se však neprosazoval. V roce 2004 a 2008 se na olympijské hry nekvalifikoval. Jeho největším úspěchem je vítězství na Akademickém mistrovství světa v Moskvě v roce 2004. Sportovní kariéru ukončil v roce 2011.

## Výsledky

### Váhové kategorie
| Turnaj             | Srbsko a Černá Hora | Srbsko a Černá Hora | Srbsko a Černá Hora | Srbsko a Černá Hora | Srbsko         | Srbsko         | Srbsko         | Srbsko         |
| Turnaj             | 2003                | 2004                | 2005                | 2006                | 2007           | 2008           | 2009           | 2010           |
| Turnaj             | 20                  | 21                  | 22                  | 23                  | 24             | 25             | 26             | 27             |
| Turnaj             | polotěžká váha      | polotěžká váha      | polotěžká váha      | polotěžká váha      | polotěžká váha | polotěžká váha | polotěžká váha | polotěžká váha |
| ------------------ | ------------------- | ------------------- | ------------------- | ------------------- | -------------- | -------------- | -------------- | -------------- |
| Olympijské hry     |                     | —                   |                     |                     |                | —              |                |                |
| Mistrovství světa  | úč.                 |                     | úč.                 |                     | úč.            |                | —              | —              |
| Mistrovství Evropy | úč.                 | úč.                 | —                   | úč.                 | —              | úč.            | —              | —              |
| Univerziáda        | 7.                  |                     |                     |                     | —              |                | —              |                |
| Akademické MS      |                     | 1.                  |                     | —                   |                |                |                |                |
| ME do 23 let       | —                   | 3.                  | —                   |                     |                |                |                |                |

### Bez rozdílu vah
| Turnaj             | Srbsko a Černá Hora | Srbsko a Černá Hora | Srbsko a Černá Hora | Srbsko a Černá Hora | Srbsko | Srbsko | Srbsko | Srbsko |
| Turnaj             | 2003                | 2004                | 2005                | 2006                | 2007   | 2008   | 2009   | 2010   |
| Turnaj             | 20                  | 21                  | 22                  | 23                  | 24     | 25     | 26     | 27     |
| ------------------ | ------------------- | ------------------- | ------------------- | ------------------- | ------ | ------ | ------ | ------ |
| Mistrovství světa  | —                   |                     | úč.                 |                     | —      | —      |        | úč.    |
| Mistrovství Evropy | —                   | —                   | —                   | úč.                 | —      |        |        |        |
| Univerziáda        | —                   |                     |                     |                     | —      |        | —      |        |
| Akademické MS      |                     | —                   |                     | —                   |        |        |        |        |